# Polýkastro
Polýkastro är en kommunhuvudort i Grekland. Den ligger i prefekturen Nomós Kilkís och regionen Mellersta Makedonien, i den norra delen av landet, 300 km norr om huvudstaden Aten. Polýkastro ligger 36 meter över havet och antalet invånare är 6 961.
Terrängen runt Polýkastro är platt åt sydost, men åt nordväst är den kuperad. Runt Polýkastro är det ganska glesbefolkat, med 38 invånare per kvadratkilometer. Polýkastro är det största samhället i trakten. Trakten runt Polýkastro består till största delen av jordbruksmark. Den viktiga motorvägen mellan Thessaloniki och Belgrad går förbi Polýkastro.